# هيوي (مغن راب)
هيوي (بالإنجليزية: Huey) هو رابر أمريكي، ولد في 1989 في كينلوتش في الولايات المتحدة.

## وصلات خارجية
- هيوي على موقع ميوزك برينز (الإنجليزية)
- هيوي على موقع ديسكوغز (الإنجليزية)